# Jacques-Dominique Mosselman
Jacques-Dominique Mosselman (Brussel, 14 juni 1719 -  13 oktober 1781) was een telg uit de Brusselse patriciërsfamilie Mosselman.

## Levensloop
Jacques-Dominique Mosselman was een van de tien kinderen van de deken van de Beenhouwersgilde en van de Lakengilde Jacobus-Dominicus Mosselman (1694-1757) en van Catharina Van de Velde (1699-1772). Hijzelf trouwde met Barbara t'Kint (1724-1773), dochter van meester-brouwer Jean t'Kint en Marie-Anne 't Kint (volle neef en nicht). Hij lijkt alleen in de beenhouwersgilde actief te zijn geweest en woonde in een groot huis, met verschillende inwonende huisbedienden, in de Beenhouwersstraat.
Mosselman herinnerde er zijn kinderen graag aan, naar aanleiding van verdelingen of testamenten, dat ze nazaten waren van twee van de zeven geslachten van Brussel: de Serhuygs via de Pipenpoys en de Roodenbekes via de Van Cattenbroecks.
De verdeling na zijn overlijden toont aan hoe welstellend hij was. Het totaal vertegenwoordigde 110.000 gulden, waarvan de twee-derden van de kant Mosselman en één derde van de kant 't Kint. De te verdelen goederen behelsden onder meer, naast een hoeveelheid renten: het grote herenhuis 'In het Beloofde Land' dat hij bewoonde op de hoek van de Beenhouwersstraat en de Sint-Hubertusstraat; twee slagerijen in de Beenhouwersstraat, het huis 'De Hoorn' in de Wolstraat, een huis in de Rue Chair et Pain (dat al bijna twee eeuwen aan de familie behoorde), een huis in de Beierenstraat en een ander in de Bladerestraat, het huis 'De Heilige Geest' in de Calckhoen Haenestraat, het huis 'De Keizerlijke Kroon' in de Magdalenastraat en een slachthuis in de Sint-Hubertusstraat. Verder was er nog een huis op het gemeenteplein van Anderlecht, het landhuis 'Hof van Rensembroeck' in Neerpede en landbouw- en weidegronden in Vlezenbeek, Essene en Sint-Ulriks-Kapelle.

## De kinderen
De twaalf kinderen van het gezin Mosselman- t'Kint evolueerden als volgt:
- drie stierven op jonge leeftijd
- vijf meisjes trouwden, onder hen Catherine Mosselman (1750-1820) met Jean-Baptiste 't Serstevens (1754-1833), met een talrijk nageslacht bij Belgische adellijke families.
- Jacques-Dominique Mosselman (1748-1814) trad in het voetspoor van zijn vader en werd veehandelaar en slager. Uit zijn huwelijk met Thérèse t'Serstevens, zus van Jean-Baptiste voornoemd, had hij twaalf kinderen die echter allen zonder nageslacht stierven, de laatste in 1848.
- Etienne Mosselman (1751-1831)
- Corneille-François Mosselman (1753-1829)
- François-Dominique Mosselman (1754-1840)

In tegenstelling tot wat hier en daar geschreven staat, was Jacques-Dominique Mosselman nooit burgemeester van Brussel.